# Silnik elektryczny asynchroniczny

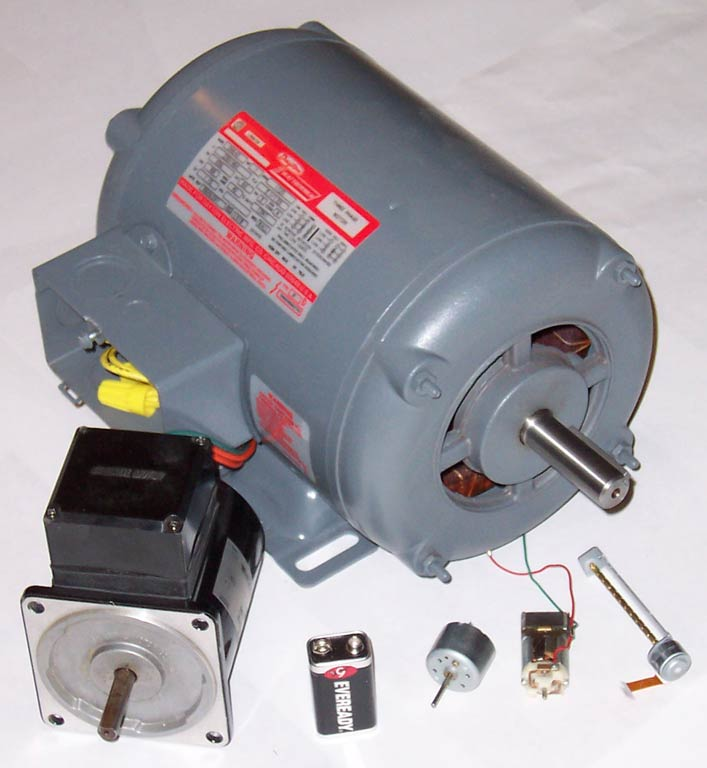
Silniki indukcyjne 746 W i 25 W, oraz silniki do napędu zabawek i głowic odtwarzaczy CD/DVD

Silnik elektryczny asynchroniczny, silnik indukcyjny – maszyna elektryczna zmieniająca energię elektryczną w energię mechaniczną, w której wirnik obraca się z poślizgiem w stosunku do wirującego pola magnetycznego wytworzonego przez uzwojenie stojana.

## Budowa i zasada działania
Silnik asynchroniczny składa się z 2 podstawowych części: nieruchomego stojana, wykonanego z ferromagnetycznych blach elektrotechnicznych ze żłobkami na cewki uzwojenia, i ruchomego wirnika, również wykonanego z blach ze żłobkami na uzwojenie. Przemienny prąd w symetrycznym, wielofazowym uzwojeniu stojana powoduje powstanie w maszynie zmiennego pola magnetycznego od każdej z faz w taki sposób, że wypadkowe pole jest tzw. polem wirującym, wirującym wzdłuż obwodu maszyny, czyli wokół wirnika. Pole to w wyniku indukcji elektromagnetycznej (stąd inna nazwa silnika - silnik indukcyjny) powoduje powstanie sił elektromotorycznych w uzwojeniu wirnika, pod wpływem których płyną tam prądy elektryczne, które powodują powstanie magnetycznego pola wirującego wirnika. Oddziaływanie wirujących pól magnetycznych: od stojana i od wirnika wywołuje powstanie momentu elektromagnetycznego działającego na wirnik i, w konsekwencji, momentu obrotowego odpowiedzialnego za ruch wirnika.
Siła elektromotoryczna w uzwojeniach wirnika powstaje, gdy wirnik obraca się z prędkością inną niż prędkość wirowania pola magnetycznego (nazywana prędkością synchroniczną). W typowych silnikach pracy ciągłej przy obciążeniu znamionowym jest to o dwa do czterech procent mniej niż szybkość wirowania pola magnetycznego (poślizg). Silnik asynchroniczny bez obciążenia uzyskuje obroty prawie równe obrotom silnika synchronicznego. Silnik indukcyjny nie może kręcić się (bez pomocy zewnętrznego napędu) z prędkością synchroniczną (poślizg = 0), gdyż wówczas w uzwojeniu wirnika nie indukowałyby się napięcia i nie płynęłyby prądy, w konsekwencji silnik nie uzyskiwałby momentu elektromagnetycznego. Zwiększenie prędkości wirnika za pomocą zewnętrznego napędu ponad prędkość synchroniczną sprawia, że silnik staje się generatorem - zaczyna wydawać do źródła zasilania uzwojenia stojana, czyli typowo do trójfazowej sieci elektroenergetycznej, moc czynną. Nadal jednak pobiera ze źródła zasilania uzwojenia stojana prąd bierny i, w konsekwencji, moc bierną. Prąd bierny potrzebny jest do wytworzenia pola wirującego w maszynie. Mówi się, że maszyna indukcyjna magnesowana jest od strony stojana (od strony sieci zasilającej). Maszyny asynchroniczne są maszynami odwracalnymi, tzn. w pewnych warunkach mogą pracować jako silniki (1 > poślizg > 0, czyli prędkość wirnika większa od 0 i mniejsza od prędkości synchronicznej), a w pewnych jako generatory (poślizg < 0, czyli prędkość wirnika większa od prędkości synchronicznej), bez potrzeby zmiany ich konstrukcji.
Maszyny, których wirniki wirują z prędkością synchroniczną, nazywa się maszynami synchronicznymi. Budowa i działanie stojana jest identyczne jak w maszynach asynchronicznych, ale pole magnetyczne wirnika jest wymuszane poprzez doprowadzenie osobnego napięcia stałego do uzwojenia wirnika (tzw. uzwojenia wzbudzenia, innego niż w maszynie asynchronicznej i nie trójfazowego) lub przez magnesy stałe. W ten sposób maszyna posiada magnesowanie własne i nie musi pobierać prądu biernego i mocy biernej z sieci zasilającej uzwojenie stojana. Maszyna synchroniczna, jeśli nie zostanie do niej podane napięcie wzbudzenia, a uzwojenie wzbudzenia zostanie zwarte, zachowuje się jak maszyna asynchroniczna z niesymetrycznym (nie trójfazowym) uzwojeniem wirnika.
W chwili odłączenia silnika od zewnętrznego napięcia w wyniku bezwładności jego mas wirujących oraz z powodu zjawiska komutacji, czyli faktu, że w wirniku strumień magnetyczny nie maleje skokowo do zera, silnik również pracuje jako prądnica, a na jego zaciskach indukuje się napięcie związane z jego prędkością (ponieważ prędkość maleje, to i częstotliwość napięcia indukowanego maleje). Część powstałej w ten sposób energii można odzyskać, ładując np. akumulator. Wówczas taki sposób zatrzymywania nazywa się hamowaniem prądnicowym.
Efekt wirowania pola jest uzyskiwany automatycznie w instalacjach trójfazowych, w instalacjach jednofazowych konstruuje się układy uzwojeń, w których płynie prąd z przesunięciem fazowym, co uzyskuje się przez zasilanie jednej fazy uzwojenia przez kondensator lub dodatkowe uzwojenie zwarte.
Prędkość wirowania silnika zależy od prędkości wirowania pola stojana. Prędkość wirowania 
pola stojana zależy od częstotliwości napięcia zasilania oraz od 
konstrukcji uzwojeń (tzw. liczby par biegunów).
Uzwojenia wirnika mogą być wewnętrznie połączone (zwarte - silnik zwarty) lub ich końcówki są przyłączone do pierścieni ślizgowych przekazujących przez szczotki prąd na zewnątrz silnika (silnik pierścieniowy).

### Silnik pierścieniowy
Wyprowadzone na zewnątrz uzwojenia wirnika są połączone przez oporniki lub zwarte. Oporniki podłącza się na czas rozruchu silnika, następnie zmniejsza się opór i zwiera uzwojenia. Oporniki ograniczające prąd uzwojeń wirnika stosuje się w celu zwiększenia momentu obrotowego i zmniejszenia prądu pobieranego przez silnik (by nie przeciążyć instalacji zasilającej) szczególnie podczas rozruchu silnika lub w celu uzyskania łagodnego startu silnika.

### Silnik klatkowy

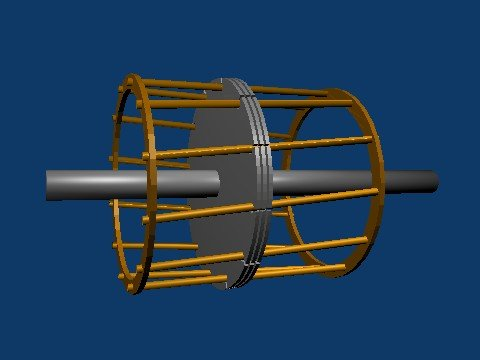
model wirnika klatkowego

Szczególnym przypadkiem silnika zwartego (choć w zasadzie obecnie produkowane są głównie takie), jest silnik klatkowy. Uzwojenie wirnika w takim silniku ma kształt klatki dla wiewiórki lub chomika (stąd angielska nazwa - squirrel cage motor). 
Uzwojenia wirnika otrzymuje się poprzez zalanie klatki aluminium, bądź (szczególnie w silnikach większych mocy) klatka wykonana jest ze spawanych mosiężnych prętów. 
Silnik klatkowy charakteryzuje wyjątkowo wysoka trwałość, brak przekazywania prądu do części ruchomych przez styki eliminuje iskrzenie i zużywanie się szczotek. Jedynymi elementami podlegającymi zużyciu są w nim łożyska. Jego wadą jest trudny rozruch: przy dużym (bliskim znamionowemu) obciążeniu, silnik może w ogóle nie ruszyć z miejsca, natomiast przy niewielkim lub braku obciążenia rusza bardzo gwałtownie. Regulacja prędkości obrotowej przy zasilaniu bezpośrednio z sieci jest niemożliwa.

## Zmiana kierunku obrotów
Zmianę kierunku obrotów silnika asynchronicznego trójfazowego uzyskuje się poprzez zamianę miejscami dowolnych dwóch spośród trzech przewodów fazowych zasilających silnik.
W przypadku silnika jednofazowego, zmianę kierunku obrotów silnika uzyskuje się poprzez przełączenie kondensatora rozruchowego z jednego uzwojenia na drugie. Wówczas uzwojenie pracujące jako główne zamienia się w pomocnicze (rozruchowe), a pracujące wcześniej jako pomocnicze, staje się uzwojeniem głównym dając w rezultacie zmianę kierunku obrotów silnika.

## Rozruch i regulacja obrotów

Połączenie końcówek uzwojeń silnika asynchronicznego w gwiazdę i w trójkąt

Przekrój prętów klatek wirnika dwuklatkowego i dwuklatkowego głębokożłobkowego

Orientacyjna zależność momentu obrotowego od obrotów dla silnika:
A) jednofazowego,
B) wielofazowego z pojedynczym wirnikiem klatkowym
C) wielofazowego głębokożłobkowego
D) wielofazowego z wirnikiem dwuklatkowym.

W sieci elektroenergetycznej w Polsce prąd elektryczny ma częstotliwość 50 Hz co odpowiada prędkości synchronicznej 3000 obrotów na minutę, a obroty znamionowe silnika asynchronicznego 2800 - 2900 obr./min. Najpopularniejsze są silniki o dwóch parach biegunów, których obroty synchroniczne wynoszą 1500 obr./min, zaś znamionowe 1410-1480 obr./min.
Największymi wadami silnika asynchronicznego jest brak bezpośredniej możliwości regulacji prędkości obrotowej, a w silnikach klatkowych także gwałtowny rozruch. 
Z powyższych przyczyn dawniej stosowano silniki pierścieniowe. Zastosowanie oporników włączanych w obwód uzwojeń wirnika umożliwiało łagodny rozruch. 
Obecnie powszechnie stosowanym rozwiązaniem, mającym na celu ograniczenie prądu podczas rozruchu, jest podłączanie uzwojeń silnika na czas rozruchu w gwiazdę, a po uzyskaniu właściwych obrotów - przełączenie w trójkąt. Połączenie w gwiazdę zmniejsza moc silnika i może być stosowane także podczas pracy silnika jeżeli nie ma zapotrzebowania na moc. 
Aby polepszyć parametry rozruchowe silników klatkowych, zmodyfikowano kształt klatki wirnika i w ten sposób powstały wirniki dwuklatkowe i głębokożłobkowe. 
W silnikach dwuklatkowych występują dwa zestawy prętów - zewnętrzne - mają mniejszą średnicę, a wewnętrzne, mają średnicę większą. Są to niejako dwie klatki, jedna w drugiej.
W wirnikach głębokożłobkowych zasadniczą rolę odgrywa kształt zastosowanych prętów. 
W silnikach z wirnikami dwuklatkowymi i głębokożłobkowymi w czasie rozruchu występuje tzw. zjawisko wypierania prądu powodujące zmniejszenie prądu rozruchowego.
Regulacji prędkości obrotowej dokonywano dawniej przez łączenie silników pierścieniowych z prądnicą i silnikiem prądu stałego w układy Leonarda. Rozwiązanie to stosowane było tylko w silnikach dużej mocy. Stosowano też układy uzwojeń, w których w zależności od podłączenia uzyskiwano różną liczbę biegunów, a tym samym i różne obroty. Silniki z takimi układami były stosowane w pralkach automatycznych, uzyskując małe obroty podczas prania a duże podczas wirowania. 
Wraz z rozwojem elektroniki, a w szczególności tranzystorów mocy, triaków i mikroprocesorów, zaczęto stosować układy łagodnego rozruchu (soft start) oraz regulować prędkość obrotową przemiennikami częstotliwości (falownikami). Rozwój technologiczny i spadek kosztów układów falownikowych są przyczyną coraz częstszego stosowania tego typu urządzeń dla silników klatkowych. Układy z regulacją obrotów, umożliwiają uzyskanie znacznych oszczędności energii zastępując układy, w których maszyna (pompa, wentylator) pracowała cyklicznie, przepływ był dławiony lub tracony. 
Silniki pierścieniowe dzisiaj są wobec tego coraz rzadziej stosowane.

## Szczególne przypadki pracy silnika asynchronicznego
- Silnik asynchroniczny obracający się z prędkością większą od synchronicznej pracuje jako prądnica asynchroniczna.
- Przy obrotach wirnika przeciwnych do wirowania pola magnetycznego silnik asynchroniczny przechodzi w pracę hamulcową[2].
- Unieruchomiony silnik asynchroniczny (n = 0) pierścieniowy może pracować jako transformator lub przesuwnik fazowy.
- Silnik pierścieniowy może pracować także w układzie elektromaszynowej przetwornicy częstotliwości.
- Silnik synchroniczny, w którym uzwojenia wirnika nie są zasilane prądem stałym lecz zwarte lub obciążone rezystancją, jest silnikiem asynchronicznym. Własność ta jest wykorzystywana, jako jedna z metod, rozruchu silników synchronicznych.

## Zastosowanie trójfazowych silników indukcyjnych w pojazdach
Trójfazowe silniki asynchroniczne klatkowe, zasilane z falownika, nadają się do stosowania w napędach trakcyjnych. Są wykorzystywane w różnego rodzaju pojazdach elektrycznych, jak na przykład samochód elektryczny General Motors EV1, sportowy Tesla Roadster, a także w elektrycznych motocyklach Mission One i ciężarówkach Smith Electric Vehicles Newton. Obecnie jest to podstawowy typ silnika stosowanego w trolejbusach, tramwajach oraz elektrycznych pojazdach kolejowych zasilanych z sieci.